# Gauliga Elsaß 1942/43
De Gauliga Elsaß 1942/43 was het derde voetbalkampioenschap van de Gauliga Elsaß. 
FC Mülhausen werd kampioen en plaatste zich voor de eindronde om de Duitse landstitel. De club verloor in de eerste ronde van FV Saarbrücken

## Eindstand
| Plaats | Club                   | Wed. | W  | G | V  | Saldo | Ptn.  |
| ------ | ---------------------- | ---- | -- | - | -- | ----- | ----- |
| 1.     | FC Mülhausen 93        | 18   | 14 | 3 | 1  | 60:9  | 31:5  |
| 2.     | RCS Straßburg          | 18   | 14 | 3 | 1  | 47:6  | 31:5  |
| 3.     | SG SS Straßburg (K)    | 18   | 13 | 2 | 3  | 63:13 | 28:8  |
| 4.     | SpVgg Kolmar           | 18   | 11 | 1 | 6  | 31:22 | 23:13 |
| 5.     | SC Schiltigheim        | 18   | 6  | 1 | 11 | 30:45 | 13:23 |
| 6.     | FC Hagenau             | 18   | 5  | 3 | 10 | 25:49 | 13:23 |
| 7.     | SV Schlettstadt 06 (N) | 18   | 6  | 1 | 11 | 27:51 | 13:23 |
| 8.     | FC Kolmar 1924         | 18   | 5  | 0 | 13 | 18:56 | 10:26 |
| 9.     | FV Walk Weißenburg (N) | 18   | 4  | 1 | 13 | 26:52 | 9:27  |
| 10.    | FK Mars Bischheim      | 18   | 3  | 3 | 12 | 19:43 | 9:27  |

| Legende               |
| --------------------- |
| Kampioen              |
| Degradatie            |
| (K) = Titelverdediger |
| (N) = Promovendus     |

## Finale
| Team 1          | Uitslag | Team 2        |
| --------------- | ------- | ------------- |
| FC Mülhausen 93 | 1:0     | RSC Straßburg |